# Tephrina murinaria
Tephrina murinaria là một loài bướm đêm trong họ Geometridae.